# Глигор Ташкович
Глигор Ташкович (на македонска литературна норма: Глигор Ташковиќ, на английски: Gligor Tashkovich) е политик от Северна Македония.

## Биография
Глигор Ташкович е роден в град Ню Йорк, САЩ. През 1987 година завършва Университета Корнел със специалност право, общество и информатика. През 1991 година става магистър по мениджмънт в същия университет. В периода 1994 – 2006 е директор и изпълнителен заместник-председател на въпросите свързани с правителството, финансите и нефтените компании на корпорацията АМБО във Вашингтон, Скопие, Тирана и София. На 28 август 2006 година е назначен за министър без ресор, отговарящ за чуждестранните инвестиции в Република Македония.

## Бележси
1. ↑  Биография на Глигор Ташкович